# Beauty and the Beast (chanson de David Bowie)
Pour les articles homonymes, voir Beauty and the Beast.
Singles de David Bowie
"Heroes"
(septembre 1977) Breaking Glass
(novembre 1978)
Beauty and the Beast est une chanson de David Bowie parue en 1977 sur l'album "Heroes".
Elle est également éditée en single par RCA Records en janvier de l'année suivante et se classe no 39 des ventes au Royaume-Uni.

## Musiciens
- David Bowie : chant, piano
- Robert Fripp : guitare solo
- Carlos Alomar : guitare rythmique
- George Murray : basse
- Dennis Davis : batterie
- Brian Eno : synthétiseur, traitements
- Antonia Maass : chœurs